# Kościół św. Michała w Dún Laoghaire
Kościół św. Michała w Dún Laoghaire – rzymskokatolicki kościół parafialny zlokalizowany w centrum irlandzkiego miasta Dún Laoghaire (aglomeracja dublińska).

## Historia i architektura
Parafia została erygowana w mieście 6 kwietnia 1829, tydzień przed uchwaleniem przez brytyjski parlament ustawy o emancypacji 13 kwietnia 1829. Początkowo istniała tu tylko mała kaplica, która w początku lat 20. XIX wieku została powiększona i upiększona przez kanonika Bartłomieja Sheridana (prace ukończono w 1835). W latach 1865-1879 świątynię dalej rozbudował Edward MacCabe (późniejszy arcybiskup Dublina). Nadano jej wówczas formy neogotyckie, dodano nawy boczne oraz nową fasadę. W latach 1885-1902 Nicholas Dean Walsh kontynuował prace, udekorował wnętrza, a także dodał wieżę z iglicą, stanowiącą obecnie ważny punkt orientacyjny wybrzeża na południe od Dublina.
W lipcu 1965 obiekt spłonął. Zbudowano wówczas świątynię tymczasową, a nowy kościół udostępniono wiernym 7 października 1973. Zachowała się stara wieża, a nowa bryła została dostosowana do wcześniejszej budowli. Od 2004 przeprowadzono prace renowacyjne wieży i iglicy, wraz z dachem kościoła.

## Galeria wnętrz

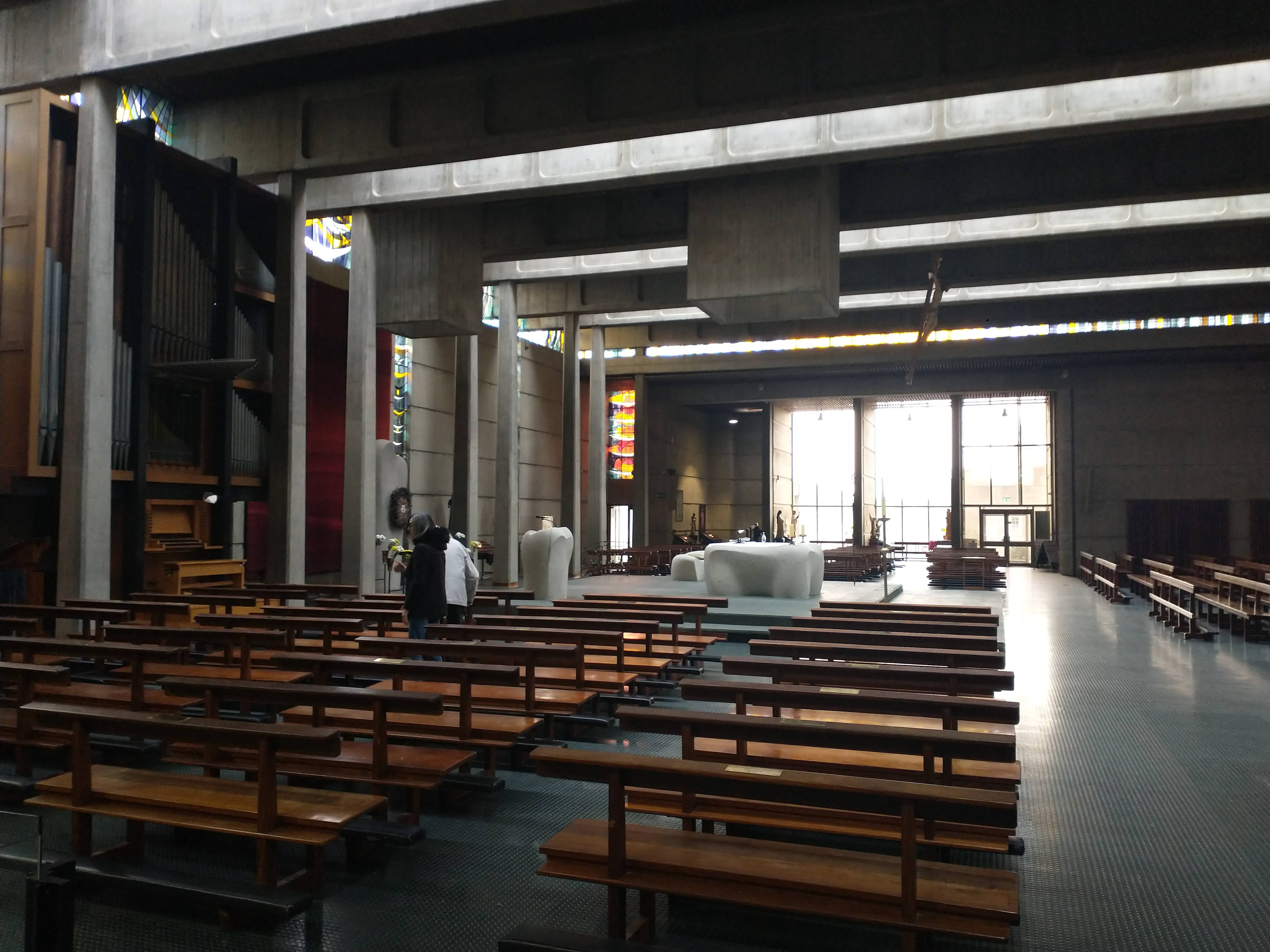
Wnętrze
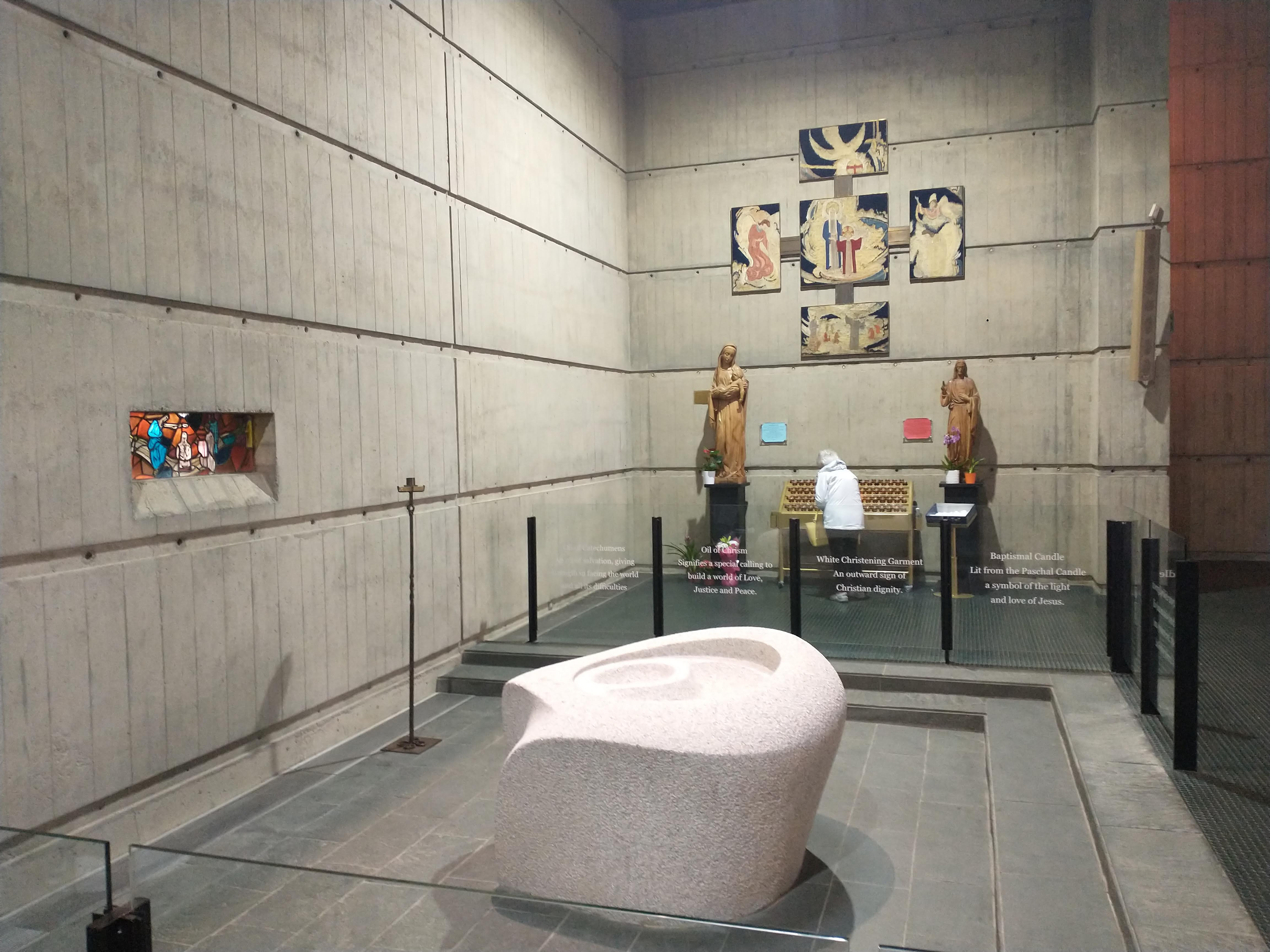
Chrzcielnica